# D703i
FOMA D703i（フォーマ・ディー なな まる さん アイ）は、三菱電機によって開発されたNTTドコモの第三世代携帯電話 (FOMA) 端末製品である。

## 概要
厚さ9.9mmの「超薄型ストレートスタイル」(発売当時国内最薄)でありながら、画面の大きさは2.4インチを確保し、703iシリーズ中で2番目の大きさ。ヨコ画面のパソコン用WEBサイト閲覧、PDF、Word、Excel、PowerPointファイルの閲覧が可能。
ワンタッチで設定の切り替えが可能な「モードセレクト」に対応し。キー長押し等によって見やすい待受時計表示のオンモードと、家族や趣味の待受画像などを表示するオフモードの切り替えが可能。各種項目の設定も同時に一括して切り替えることができる。D903iにも搭載された覗き見防止機能・オンリービューを採用。
この端末のボタンは赤色に光る。
機能は703iの機能の中では、着うたフル、メガiアプリに対応。GPS、3Gローミング、おサイフケータイ、プッシュトークには対応しない。デジタルオーディオプレーヤー、外部メモリスロットは非搭載。
- サブカメラを備えていないため、テレビ電話で自分の顔を送信することはできない。

| 主な対応サービス           | 主な対応サービス                    | 主な対応サービス         | 主な対応サービス             |
| -------------------------- | ----------------------------------- | ------------------------ | ---------------------------- |
| DCMX／おサイフケータイ     | うた・ホーダイ                      | 着うたフル／着うた       | デジタルオーディオプレーヤー |
| 直感ゲーム／メガiアプリ    | Music&Videoチャネル／ビデオクリップ | 3Gローミング             | プッシュトーク               |
| FOMAハイスピード           | GPS／ケータイお探し                 | デコメール／デコメ絵文字 | iチャネル                    |
| 着もじ                     | テレビ電話／キャラ電                | 電話帳お預かりサービス   | フルブラウザ                 |
| おまかせロック／バイオ認証 | 外部メモリーへiモードコンテンツ移行 | トルカ                   | iC通信                       |
| きせかえツール／マチキャラ | バーコードリーダ／名刺リーダ        | 2in1                     | エリアメール                 |

## 歴史
- 2006年11月28日：電気通信端末機器審査協会 (JATE)通過
- 2006年12月1日：技術基準適合証明 (TELEC) 通過
- 2007年1月16日: D703i・F703i・N703iD・P703i・SH703i・SO703i・N703iμ・P703iμ・SO903iTV・D800iDSの開発が発表。
- 2007年2月2日：発売開始